# 小行星4012
小行星4012（4012 Geballe）是一颗绕太阳运转的小行星，为主小行星带小行星。该小行星于1978年11月7日发现。

## 轨道参数
小行星4012的轨道半长轴为2.2469739 UA，离心率为0.164。